# Hassan Taïr
Hassan Taïr est un footballeur marocain né le 12 décembre 1982 à Oualidia. Il évolue actuellement à Al-Raed au poste
d'attaquant ou ailier gauche.

## Biographie

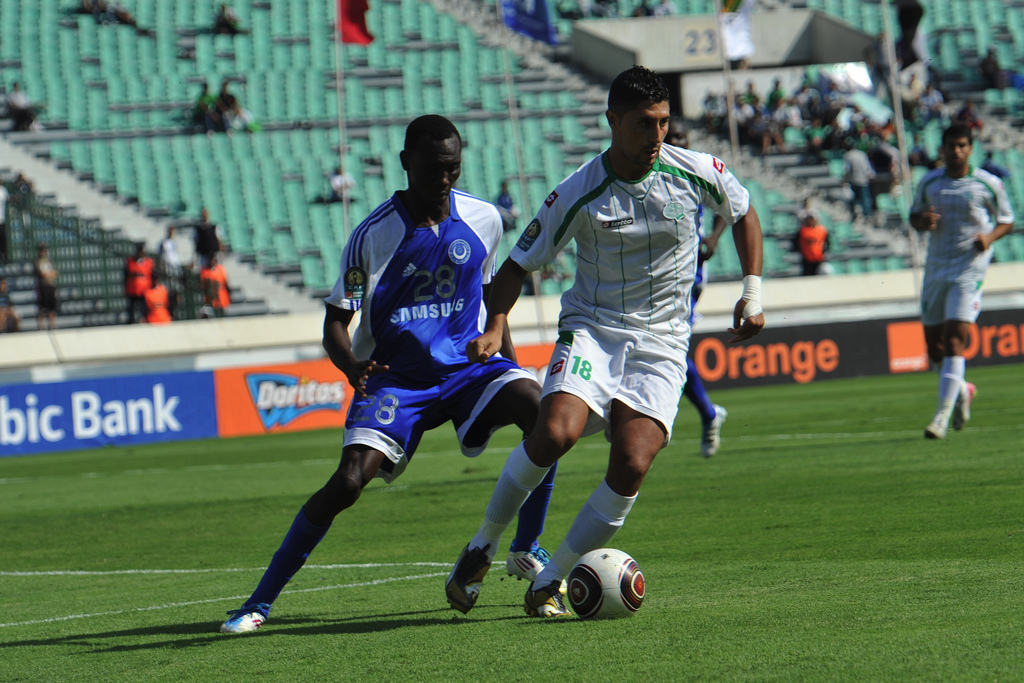
Hassan Taïr en 2011 lors d'une rencontre de la Ligue des champions avec le Raja

## Palmarès
Avec le Raja Club Athletic
- Championnat du Maroc de football:
  - Vainqueur : 2009, 2011

## Distinctions personnelles
- Meilleur buteur du Championnat du Maroc de football D2 2005-06 avec 16 buts.